# Sauterina
Sauterina is een geslacht van vlinders uit de familie mineermotten (Gracillariidae).
Het geslacht omvat één soort:
- Sauterina hofmanniella (Schleich, 1867)